# 明治大学体育会ゴルフ部
明治大学体育会ゴルフ部（めいじだいがく たいいくかい ごるふぶ、英: Meiji University Golf Club）は、明治大学体育会に所属するゴルフクラブ。関東学生ゴルフ連盟所属。

## 概要
1930年、元明大総長の春日井薫が中心となり「明治大学ゴルフ倶楽部」として発足。
1935年に、日本ゴルフ界において、日本ゴルフ協会、関西ゴルフ連盟に次ぐ古い歴史を誇る、関東学生ゴルフ連盟を発足させた発起校のひとつである。
初の学士プロゴルファーを始め、プロプレーヤー、実業家選手などを輩出。スポーツ推薦生は若干名で、大半の部員が一般入試生であると共に、3分の1以上の部員が大学から競技を開始したゴルフ初心者である。
2019年、タイガー・ウッズが明治大学和泉キャンパスを来訪し、同年に全国女子大学ゴルフ対抗戦で優勝を果たした女子ゴルフ部メンバーと交流イベントを開催。
2021年に設立された全日本大学ゴルフスーパーリーグ（UGSL）に参加。
2023年からは日本ゴルフ協会の他、アメリカ大使館、タイ国政府観光庁などが後援し、世界的な学生ゴルフ大会創設への発展も検討される学生ゴルフ国際大会「パンパシフィック大学ゴルフ スーパーリーグ」に参画。アメリカ、タイ、中国、韓国などの各大学も参加した競技環境の下、活動が行われている。 

## 主な出身者
- 久保田瑞穂 - 第１回関東アマチュア選手権優勝、「日本ゴルフ100年顕彰」（日本ゴルフ協会）顕彰者、久保田権四郎（クボタ創業者）の孫
- 関根宏一 - 明大ゴルフ部監督、鷹之台カンツリー倶楽部代表、日本ゴルフ協会理事
- 小室秀夫 - 日本学生選手権2連覇、厚木国際カントリー倶楽部代表
- 奥津弘之 - 初の学士プロゴルファー
- 河合利樹 - 明大ゴルフ部副主将、東京エレクトロン社長
- 小澤昭博 - 明大ゴルフ部主将、讀賣テレビ放送アナウンス部部長
- 長尾睦子 - 明大女子ゴルフ部部長、料理研究家、週刊住宅新聞社元社長
- 深堀圭一郎 - 日本ゴルフツアー機構副会長、プロゴルフ選手協会会長、日本プロゴルフ選手権優勝
- 久保谷健一 - 日本プロゴルフ選手権優勝、日本オープン優勝、2009全英オープン日本人最高位、2002全英オープン・2011全米オープン出場等
- 松本紀彦 - プロゴルファー
- 三上法夫 - プロゴルファー
- 川原実 - プロゴルファー
- 薗田峻輔 - 2010・2015全英オープン出場（大学生初）、ミズノオープンよみうりクラシック優勝（史上最短記録）
- 櫻井勝之 - 日本アマチュアゴルフ選手権優勝、日本学生ゴルフ選手権優勝
- 田村良海 - TOPY CUP日米対抗選手権優勝
- 佐藤千紘 - 女子プロゴルファー
- 大川泰雅 - 俳優、TikToker